# Analepse
Analepse (termo mais utilizado em literatura), flash-back, flashback, cutback ou switchback (termos mais utilizados no teatro) é a interrupção de uma sequência cronológica narrativa pela interpolação de eventos ocorridos anteriormente. É, portanto, uma forma de anacronia, ou seja, uma mudança de plano temporal. Tem como espelho a prolepse.
Os Lusíadas, de Camões, como começam "a meio da ação" (in media res), farão, depois, uso da analepse para que sejam referidos acontecimentos prévios. No livro d' Os Maias também existe uma analepse que começa no capítulo I e termina no capítulo IV. No cinema, o flashback é um recurso típico de vários géneros cinematográficos, sendo frequente nos filmes policiais e nos clássicos do filme noir norte-americano, por exemplo: Out of the Past (Fora do Passado, em tradução literal). Foi também muito utilizado na série de televisão norte-americana Lost, assim como o recurso de prolepse.